# Brickfilm
Brickfilm (Engelse benaming, te vertalen met iets als steentjesfilm) is de betiteling van een animatiefilm waarin plastic kunststofblokjes als voornamelijk element gebruikt wordt, LEGO bijvoorbeeld. Wie de naam brickfilm bedacht heeft is niet bekend, waarschijnlijk is de naam gegeven door een brickfilmer (iemand die brickfilms maakt). Brickfilms zijn ook wel bekend als brickmotions, maar ook als Lego-films of Legomotions: Brickfilms gebruiken namelijk vooral LEGO-steentjes als materiaal.

## Geschiedenis
Hoewel er geen echte geschiedenis over de brickfilm is, is er wel bekend dat er in de periode 1984-1989 een animatiefilm met LEGO is gemaakt, met als naam The Magic Portal: een 16 minuten durend filmpje met een simpel verhaal dat zich zowel in een LEGO-omgeving afspeelt als in een echte. Waarschijnlijk is dit de eerste echte brickfilm ooit gemaakt.
The Magic Portal had in principe een groot succes kunnen zijn, doch dit was niet het geval, doordat er bijna geen mogelijkheid was om het bekend te maken. Later, met de opkomst van het internet, werd The Magic Portal ontdekt en is intussen een bekende film in de brickfilm-wereld.
Ondertussen werd er in 1999 gewerkt aan een controversiëlere brickfilm: Rick and Steve, the happiest gay couple in all the world, wat in ieder geval niet geschikt is voor kinderen. Er kan weinig informatie op het internet over gevonden worden: LEGO, het bedrijf dat de materialen gemaakt heeft, probeert namelijk Rick and Steve zo veel mogelijk te verbergen. De LEGO-steentjes zijn voornamelijk voor kinderen.
Met de opkomst van het internet kreeg de brickfilm de kans zich uit te breiden, en dat deed hij dan ook. De website Brickfilms.com werd opgericht, en al snel groeide deze uit tot de grootste brickfilm-gemeenschap op het internet. Nog steeds groeit Brickfilms.com uit, en worden er nog steeds goede brickfilms gemaakt.
Langzaam maar zeker krijgt de Brickfilm meer bekendheid, en erkenning: de Frans-Duitse cultuurzender Arte heeft onlangs nog in 2004 een item over Brickfilms gewijd in het programma Tracks.
Tot slot nog even iets over Spite Your Face Productions Ltd. Dit bedrijf is het enige professionele bedrijf dat brickfilms maakt: het bedrijf heeft namelijk een aantal officiële Brickfilms gemaakt in samenwerking met LEGO.